# Moon Kyungwon & Jeon Joonho
Moon Kyungwon & Jeon Joonho ist ein südkoreanisches Künstlerduo, bestehend aus Moon Kyungwon (* 1969 Seoul) und Jeon Joonho (* 1969 Busan).

## Leben und Werk
Moon Kyungwon studierte am California Institute of the Arts und erlangte den Ph.D. an der Yonsei University in Südkorea. Jeon Joonho studierte bis zum Bachelor an der Dong-Eui University in Busan und absolvierte den Master am Chelsea College of Art and Design in London.
Das Projekt News from Nowhere (2012), angeregt von der gleichnamigen Utopie Neues aus Nirgendland von William Morris, wurde auf der dOCUMENTA (13) ausgestellt. Moon & Jeon malen sich eine postapokalyptische Welt aus, in der die Menschheit beinahe komplett ausgelöscht wurde. Als Film El fin del Mundo (2012), Installation Voice of Metanoia (2011–2012) und Buchveröffentlichung News from Nowhere zeigen sie eine Retrospektive aus der Zukunft, die die Funktion der Kunst in der Gesellschaft von heute zum Thema hat.
2012 wurden Moon Kyungwon & Jeon Joonho mit dem Korea Artist Prize ausgezeichnet.

## Ausstellungen (Auswahl)
- 2010: Biennial of Graphic Arts, Ljubljana
- 2010: Moskau Biennale, Moskau
- 2012: Gwangju Biennale,  Gwangju
- 2014: Fukuoka Asian Art Triennale, Fukuoka
- 2015: Biennale di Venezia, Venedig
- 2021: Oku-Noto Triennale, Japan[5]